# Wrecked – Voll abgestürzt!
Wrecked – Voll abgestürzt! ist eine US-amerikanische Comedy-Serie, die seit dem 14. Juni 2016 vom US-Kabelsender TBS ausgestrahlt wird. Produziert wurde die erste Staffel der Serie von TBS Productions, ab der zweiten Staffel wird die Serie von Studio T produziert. Die deutschsprachige Erstausstrahlung war am 5. August 2016 auf dem Pay-TV-Sender TNT Comedy zu sehen. Die Serie handelt von einem Flugzeugabsturz auf einer einsamen Insel und ist eine Parodie der Fernsehserie Lost. Die Serie wurde nach drei Staffeln eingestellt.

## Handlung
Der Lotus-Airlines-Flug 816 auf dem Weg nach Phuket in Thailand stürzt auf einer verlassenen Insel ab. Einige überleben den Absturz und versuchen auf der Insel zu überleben.

## Besetzung und Synchronisation
| Rolle                  | Schauspieler                                | Dt. Synchronsprecher                               | Episoden              |
| Hauptrollen            | Hauptrollen                                 | Hauptrollen                                        | Hauptrollen           |
| ---------------------- | ------------------------------------------- | -------------------------------------------------- | --------------------- |
| Owen O’Connor          | Zach Cregger                                | Ozan Ünal                                          | 1.01–3.10             |
| Pack Hara              | Asif Ali                                    | Henning Nöhren                                     | 1.01–3.10             |
| Steve Rutherford       | Rhys Darby                                  | Florian Krüger-Shantin                             | 1.01–3.10             |
| Karen Cushman          | Brooke Dillman                              | Heide Domanowski                                   | 1.01–3.10             |
| Emma Cook              | Ginger Gonzaga                              | Anja Stadlober                                     | 1.01–1.10, 2.03, 2.10 |
| Todd Hinkle            | Will Greenberg                              | Fabian Oscar Wien                                  | 1.01–3.10             |
| Florence Bitterman     | Jessica Lowe                                | Friederike Walke                                   | 1.01–3.10             |
| Jess Kato              | Ally Maki                                   | Ilona Otto (1.01–2.04) Josephine Schmidt (ab 2.05) | 1.01–3.10             |
| Daniel „Danny“ Wallace | Brian Sacca                                 | Matthias Deutelmoser                               | 1.01–3.10             |
| Liam                   | James Scott                                 | Ricardo Richter                                    | 1.01                  |
| Nebenrollen            |                                             |                                                    |                       |
| Corey                  | Rory Scovel                                 | Steven Merting                                     | 1.08, 2.08–2.10       |
| Pablo                  | Pablo Azar                                  | Florian Clyde                                      | 1.04, 1.06            |
| Chet Smart             | George Basil                                | Nicolas Böll                                       | 1.01–3.10             |
| Diane aus Toledo       | Lela Elam                                   | Andrea Aust                                        | 1.01–3.10             |
| Kurt Turdhole          | Todd Allen Durkin                           | Stefan Staudinger                                  | 1.01–2.01             |
| Luther                 | Jemaine Clement                             |                                                    | 2.07–2.10             |
| Rosa                   | Eliza Coupe (1.01, 1.09) Erinn Hayes (2.04) | Ulrike Stürzbecher                                 | 1.01, 1.09, 2.04      |
| Der Barracuda          | Ebonee Noel                                 |                                                    | 2.01–2.09             |

## Produktion
Im Oktober 2014 bestellte TBS zunächst die Pilotepisode der Serie. Im Mai 2015 wurde die Staffel dann schließlich auf zehn Episoden verlängert.
Noch vor der Ausstrahlung des Staffelfinales gab TBS am 6. Juli 2016 die Verlängerung einer zweiten Staffel bekannt.
Am 13. September 2017 wurde die Serie für eine dritte Staffel verlängert.

## Ausstrahlung

### Staffelübersicht
| Staffel | Episodenanzahl | Erstausstrahlung USA | Erstausstrahlung USA | Deutschsprachige Erstausstrahlung | Deutschsprachige Erstausstrahlung |
| Staffel | Episodenanzahl | Staffelpremiere      | Staffelfinale        | Staffelpremiere                   | Staffelfinale                     |
| ------- | -------------- | -------------------- | -------------------- | --------------------------------- | --------------------------------- |
| 1       | 10             | 14. Juni 2016        | 2. August 2016       | 5. August 2016                    | 29. September 2016                |
| 2       | 10             | 20. Juni 2017        | 22. August 2017      | 10. Juli 2017                     | 4. September 2017                 |
| 3       | 10             | 7. August 2018       | 2. Oktober 2018      | 13. November 2018                 | 11. Dezember 2018                 |

### Vereinigte Staaten
Vom 14. Juni bis 2. August 2016 wurde die erste Staffel von TBS ausgestrahlt. Die zweite Staffel wurde vom 20. Juni bis zum 22. August 2017 ausgestrahlt.
Des Weiteren ist die Serie über Amazon und iTunes erhältlich.

### Deutschland
In Deutschland wird die Serie vom Pay-TV-Sender TNT Comedy ausgestrahlt, welcher ebenfalls zum TBS-Konzern gehört.
Die erste Staffel feierte ihre Premiere am 5. August 2016. Das Staffelfinale wurde am 29. September 2016 ausgestrahlt.
Vom 10. Juli bis zum 4. September 2017 wurde die zweite Staffel ausgestrahlt.
Die Serie ist außerdem über Amazon, iTunes, Google Play und Sky Go abrufbar.

## Trivia
- Die Serie dreht sich um eine kleine Gruppe der Überlebenden. In den einzelnen Episoden treten Figuren in Erscheinung, die weder davor noch danach nochmals auftreten.
- Als Running-Gag taucht die Figur Corey nur sehr sporadisch auf. Obwohl er über die anderen Figuren gut Bescheid weiß, kennt ihn wiederum niemand. Dazu gibt es dann meist Rückblenden, die Corey in den Handlungssträngen der vorherigen Episoden zeigen.
- Die erste Staffel wurde in der Nähe des ehemaligen Marinestützpunkts Roosevelt Roads in Puerto Rico gedreht.[8]
- Die zweite Staffel konnte aufgrund des Zika-Virus[9] nicht mehr in Puerto Rico gedreht werden und wurde somit in Fidschi gedreht.[8]
- Das Schiff der Red Hot Chili Peppers Tribute Band Kreuzfahrt, das von den Piraten gekapert wurde, ist in Wirklichkeit das Kreuzfahrtschiff Reef Endeavour der australischen Reederei Captain Cook Cruises.[8]